# ويليام ألسويرث دان
ويليام ألسويرث دان (بالإنجليزية: William Ellsworth Dunn)‏ هو سياسي أمريكي، ولد في 1861، وتوفي في 1925. حزبياً، نشط في الحزب الجمهوري.